# هنری اسمیت لین
هنری اسمیت لین (به انگلیسی: Henry Smith Lane) سناتور سابق عضو حزب جمهوری‌خواه ایالات متحده آمریکا بود. وی در سال ۱۸۶۱ تا ۱۸۶۷ میلادی سناتور ایالت ایندیانا در سنای ایالات متحده آمریکا بود.